# 스타필로테르무스속
스타필로테르무스속은 데술푸로콕쿠스과의 한 속이다.